# Зелёная линия (Соликамск)

Верстовой столб, с которого начинается Зелёная линия Соликамска

Зелёная линия — пешеходный туристический маршрут в центральной части Соликамска, который объединяет в себе 18 исторических, культурных и архитектурных объектов города.

## История
Примером для соликамского пешеходного маршрута послужила Зелёная линия Перми, действующая с 2010 г. В 2011 г. было решено создать такую же линию в Соликамске. В неё вошли:
1. Верстовой столб
2. Свято-Троицкий собор
3. Воскресенско-рождественская церковь
4. Соборная колокольня
5. Дом воеводы
6. Богоявленская церковь
7. Земская управа
8. Здание городской управы
9. Дом общественного собрания
10. Усадьба Турчаниновых
11. Духовное училище
12. Женская гимназия
13. Особняк солепромышленника Дубровина
14. Винный склад
15. Преображенский женский монастырь
16. Церковь Жён Мироносиц
17. Людмилинская соляная скважина
18. Мемориальный ботанический сад Г. А. Демидова

Работа над маршрутом продолжалась в течение июля-августа 2011 г., а официально он был презентован 8 сентября 2011 г.
В настоящее время Зелёная линия Соликамская является во многом виртуальной: разметка на асфальте практически исчезла, а информационные тумбы отсутствуют.